# Afrolaophonte brevipes
Afrolaophonte brevipes is een eenoogkreeftjessoort uit de familie van de Laophontidae. De wetenschappelijke naam van de soort is voor het eerst geldig gepubliceerd in 1954 door Chappuis.